# Mads Matthiesen
Pour les articles homonymes, voir Matthiesen.
Mads Matthiesen, né le 9 octobre 1976, est un réalisateur et scénariste danois.

## Filmographie partielle

### Au cinéma

#### Scénario et réalisation
- 2012 : 10 timer til Paradis (da) (Teddy Bear)
- 2013 : Hvor lyset kommer ind (da) (uniquement scénariste)
- 2016 : The Model (da)

## Récompenses et distinctions
Mads Matthiesen a remporté 14 prix et reçu 18 nominations pour son travail cinématographique, notamment pour ses films Dennis, Cathrine et Teddy Bear.

### Principales récompenses
- Festival du film de Sundance 2012 : Prix de la réalisation, section Cinéma du monde - Dramatique (World Cinema - Dramatic) pour Teddy Bear (titre original : 10 timer til Paradis (da))
- Art Film Fest (en) 2012 : Mention spéciale pour Teddy Bear
- Festival international du film de Melbourne 2008 : Grand Prix du meilleur court métrage pour Dennis
- Festival international du film d'Odense 2009 : Premier prix du meilleur court métrage pour Cathrine
- Robert 2009 : Meilleur court métrage fiction/animation pour Cathrine
- Festival international du film d'Athènes 2012 : Prix du public du meilleur film pour Teddy Bear
- Amazonas Film Festival (pt) 2012 : Meilleur réalisateur et Prix du public pour Teddy Bear
- Festival international du film de Miskolc (Hongrie ) 2012 : Prix Adolph Zukor pour Teddy Bear

### Nominations notables
- European Film Awards 2012 : European Discovery pour Teddy Bear
- Bodil Awards 2013 : Meilleur film danois pour Teddy Bear
- Festival de Sundance 2012 : Grand Prix du jury – World Cinema - Dramatic pour Teddy Bear
- Festival international du film de Göteborg 2016 : Dragon Award du meilleur film nordique pour The Model